# Municipio de Linden (Dakota del Norte)
El municipio de Linden (en inglés: Linden Township) es un municipio ubicado en el condado de Cavalier en el estado estadounidense de Dakota del Norte. En el año 2010 tenía una población de 25 habitantes y una densidad poblacional de 0,22 personas por km².

## Geografía
El municipio de Linden se encuentra ubicado en las coordenadas 48°56′44″N 98°40′00″O / 48.94556, -98.66667. Según la Oficina del Censo de los Estados Unidos, el municipio tiene una superficie total de 115.1 km², de la cual 110,4 km² corresponden a tierra firme y (4,09 %) 4,7 km² es agua.

## Demografía
Según el censo de 2010, había 25 personas residiendo en el municipio de Linden. La densidad de población era de 0,22 hab./km². De los 25 habitantes, el municipio de Linden estaba compuesto por el 96 % blancos, el 4 % eran asiáticos. Del total de la población el 0 % eran hispanos o latinos de cualquier raza.